# Henry Newbolt
Henry John Newbolt, född den 6 juni 1862 i Bilston i Staffordshire, död den 19 april 1938 i Kensington i London, var en engelsk författare.
Newbolt, som var advokat till 1899, utgav 1900-04 "Monthly Review". Han författade blankversdramat Mordred (1895), en Tennysonimitation, de populära sjömansdikterna Admirals all (1897) och The island race (1898), som ofta har historiska motiv och som i likhet med Kiplings har imperialistisk tendens, historiska berättelser som The old country (1906), The new june (1909), The Twymans (1911) med mera. Poems new and old utkom 1912. Han utgav även A Naval History of the War (1920) och An English Anthology (1921).